# Schwarz-Weiß-Rot
Die Flagge mit drei waagerechten, gleich breiten Streifen in den Farben Schwarz-Weiß-Rot war von 1867 bis 1871 Kennzeichen für Handels- und Kriegsschiffe des Norddeutschen Bundes, von 1871 bis 1919 die Nationalflagge (offiziell festgelegt 1892) des Deutschen Reiches in der Kaiserzeit und von 1933 bis 1935 eine von beiden Nationalflaggen des „Dritten Reiches“; die andere war die Hakenkreuzflagge der NSDAP, die 1935 durch die Nürnberger Gesetze als alleinige Nationalflagge eingeführt wurde. Im Kaiserreich wurden die Farben Schwarz-Weiß-Rot zu weithin akzeptierten Landesfarben. Nach 1919 blieben sie die dominierenden Farben in der Handelsflagge der Weimarer Republik. In dieser Zeit wurden sie zunehmend von Monarchisten, Freikorps und anderen rechtsgerichteten Republikgegnern als Zeichen für ihre Ablehnung des republikanischen Staates verwendet.
Außerhalb Deutschlands ist die Farbenfolge Rot-Weiß-Schwarz besonders im arabischen Raum weit verbreitet und wird dort oft zusammen mit Grün verwendet (→ panarabische Farben).

## Ausgangsfarben und Symbolik

### Weiß-Rot
Die Farben Weiß-Rot finden in der Heraldik breite Verwendung. Besonders in den Wappen und Flaggen der Hansestädte sind sie sehr weit verbreitet, so beispielsweise in den Wappen von Hamburg, Bremen, Lübeck, Rostock, Stralsund, Greifswald, Wismar, Braunschweig und Halberstadt. Auch das in Norddeutschland mit bedeutender Symbolik versehene Sachsenross, das noch heute die Wappen Niedersachsens und Westfalens bildet, besteht aus einem weißen Pferd in einem roten Schild. Ebenso werden das Holsteiner Nesselblatt und das Wappen von Brandenburg von Rot und Weiß dominiert, auch das Land Berlin, das Land Thüringen und das Land Hessen führen die Landesfarben Rot und Weiß.
Auch in den Abzeichen und Flaggen des Heiligen Römischen Reiches Deutscher Nation fanden die Farben Weiß-Rot Verwendung. Die ursprüngliche Reichsfahne, welche erstmals im 12. Jahrhundert auftauchte, zeigte ein silbernes Kreuz auf rotem Grund. Um 1350 wurde sie dann vom königlichen bzw. kaiserlichen Adlerbanner verdrängt. Lediglich ein roter Wimpel an der Reichssturmfahne erinnerte noch an sie. Die Kombination Schwarz-Weiß-Rot fand sich indes bereits in der Reichsrennfahne, der Kriegsflagge des Heiligen Römischen Reiches. Sie zeigte einen schwarzen und einen silbernen Streifen mit zwei gekreuzten roten Schwertern darauf.

Reichsfahne des Heiligen Römischen Reiches vom zwölften Jahrhundert bis um 1350
Reichsrennfahne
Lübecker Wappen mit hanseatischem Weiß-Rot als Brustschild des Reichsadlers
Das Stammwappen der Hohenzollern
Wappen des Kurfürstentums Brandenburg
Sachsen- bzw. Westfalenross

### Weiß-Schwarz
Die Farben Weiß-Schwarz haben eine enge Beziehung zur Geschichte Preußens. So trugen schon die Ritter des Deutschen Ordens einen weißen Schild mit einem schwarzen Kreuz. Der bedeutende Hochmeister des Deutschen Ordens Hermann von Salza erhielt von Kaiser Friedrich II. anlässlich seiner Ernennung zum Reichsfürsten in der Goldbulle von Rimini den schwarzen Reichsadler als Gnadenzeichen verliehen, den er daraufhin in einem weißen Schild führte. Daraus sollte dann das preußische Adlerwappen werden. Die später als Herrscher in Brandenburg und Preußen auftretende Familie der Hohenzollern hatte als Familienwappen einen Schild „von weiß und schwarz geviert“.

„Ich bin ein Preuße, kennt ihr meine Farben?

Die Fahne schwebt mir weiß und schwarz voran!

Daß für die Freiheit meine Väter starben,

Das deuten, merkt es, meine Farben an.“

## Verwendung und Geschichte

### Norddeutscher Bund
Unter Führung des preußischen Ministerpräsidenten Otto von Bismarck wurde, nach der Auflösung des Deutschen Bundes 1866, aus 22 norddeutschen Staaten der Norddeutsche Bund gebildet. Nach dem Beitritt der Südstaaten wurde der erste deutsche Nationalstaat 1871 in „Deutsches Reich“ umbenannt. Die Frage der Hoheitszeichen stellte sich zuerst bei den Schiffen, die das Königreich Preußen und die Hansestädte Hamburg, Bremen und Lübeck in den Bund einbrachten. Damit sie international identifizierbar waren, benötigten sie farbige Flaggen.

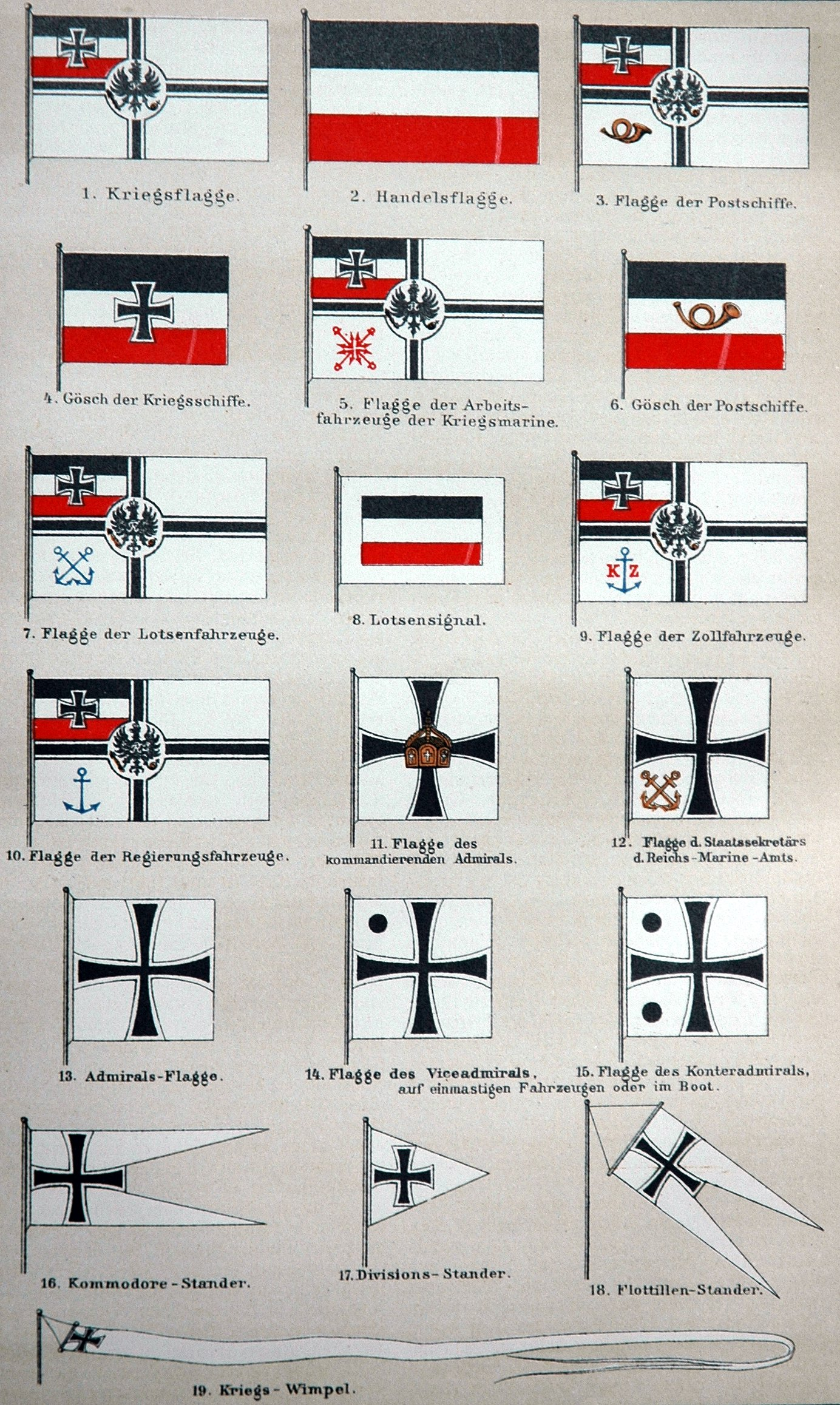
Flaggen der kaiserlichen Marine, zurückgehend auf die Marineflaggen des Norddeutschen Bundes

Adolf Soetbeer, Sekretär der Handelskammer Hamburg, schlug in einem Artikel, der am 22. September 1866 im Bremer Handelsblatt erschien, als erster vor, die preußischen Farben Schwarz-Weiß mit den Hansefarben Weiß-Rot zu verbinden. Erste schriftliche Belege für Flaggenpläne Bismarcks kann man wenig später in den „Grundzügen“ zu einer Verfassung des Norddeutschen Bundes finden, in die er am 9. Dezember 1866 den Passus aufnahm:

„Kauffahrteischiffe sämtlicher Bundesstaaten führen dieselbe Flagge: Schwarz-Weiß-Rot.“

Diese Lösung befürwortete auch Marineoberbefehlshaber Prinz Adalbert von Preußen am 25. Dezember 1866 bei einem Vortrag vor König und Kronprinz. Die Verfassung des Bundesstaates trat am 1. Juli 1867 in Kraft und bestimmte in Artikel 55:

„Die Flagge der Kriegs- und Handelsmarine ist schwarz-weiß-rot.“

Die Kriegsflagge wurde danach abgeändert zur später so genannten Reichskriegsflagge, aber die Handelsflagge behielt das Trikolorenmuster. Persönlich scheint Bismarck wenig Interesse an der Farbwahl gehabt zu haben. So ist ein Zitat von ihm aus dem Jahre 1871 überliefert, das sein prinzipielles Desinteresse bekundet: „Sonst ist mir das Farbenspiel einerlei. Meinetwegen grün und gelb und Tanzvergnügen, oder auch die Fahne von Mecklenburg-Strelitz.“

### Deutsches Kaiserreich

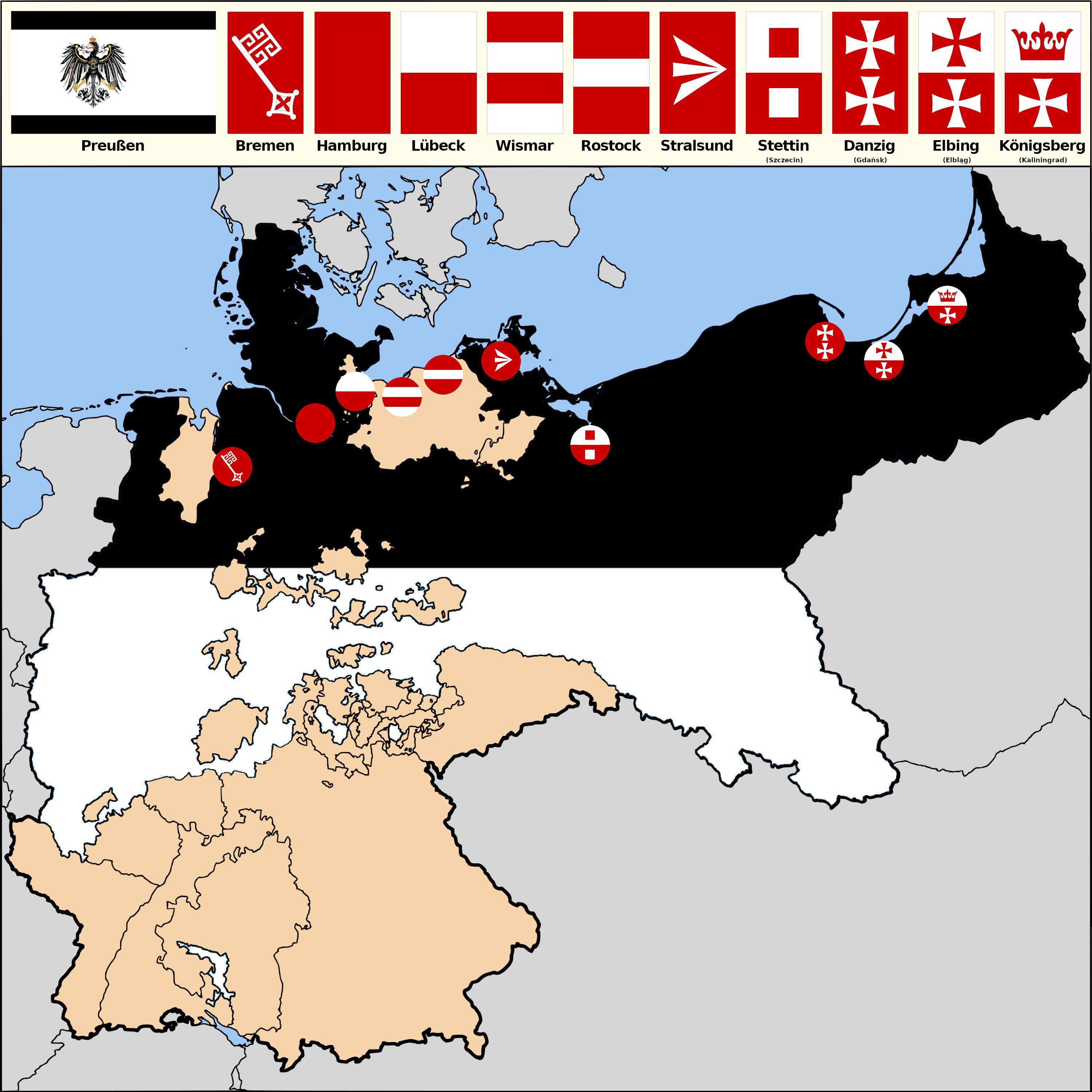
Geografischer Ursprung der Nationalfarben des Deutschen Reichs

Auch nach der Umbenennung des Norddeutschen Bundes in Deutsches Reich schrieb die Verfassung dieselben Farben vor. Weiter geregelt wurde die Verwendung der Flagge allerdings erst am 8. November 1892 in Paragraph 1 der Verordnung über die Führung der Reichsflagge. Österreich, das nun endgültig von der deutschen Einigung ausgeschlossen war, blieb bei den alten Kaiserfarben Schwarz und Gold.
In einer Zeit des in ganz Europa wachsenden Nationalismus standen die nationalen Symbole des Staates hoch im Kurs. Das galt insbesondere für einen vergleichsweise jungen Nationalstaat wie das Deutsche Kaiserreich, das bald auch ansehnliche politische und wirtschaftliche Erfolge erringen konnte, die sich dann auch mit den neuen Reichsfarben verbinden ließen. Stand Kaiser Wilhelm I. diesen noch ablehnend gegenüber, so änderte sich dies schlagartig mit Amtsantritt seines Enkels Wilhelm II. im Jahr 1888. Unter dessen Regiment wurde Schwarz-Weiß-Rot zum Symbol für das gewachsene Gewicht des Deutschen Reiches in der internationalen Politik, Wirtschaft und Wissenschaft.

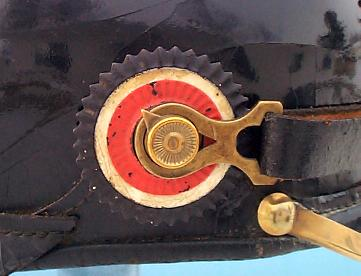
Kokarde von 1897

Wilhelms II. Anordnung aus dem Jahr 1897 – zum 100. Geburtstag seines Großvaters –, nach welcher die Bundestruppen zukünftig neben der Kokarde in den Landes- nun zusätzlich auch noch diejenige in den Reichsfarben aufzustecken hatten, war mehr als ein symbolischer Akt. Schwarz-Weiß-Rot trat damit endgültig an die Stelle der alten Landesfarben. Zahlreiche Vereine in ganz Deutschland machten sich aus vaterländischer Begeisterung die Farben zu eigen.

Nationalfarben in der kommerziellen Werbung 1905

Beispiele sind die zahlreichen Veteranen- und Kriegervereine, die sich nach dem siegreichen Deutsch-Französischen Krieg von 1870/71 gebildet hatten, sowie der Deutsche Flottenverein. Auch die interkorporativen, weitgehend vaterländisch gesinnten Vereine Deutscher Studenten (VDSt), die später im Verband der Vereine Deutscher Studenten (VVDSt) zusammengefasst wurden, wählten Schwarz-Weiß-Rot zu ihren Farben. Der Ausbruch des Ersten Weltkriegs führte schließlich zur endgültigen Festigung der Reichsfarben als eines patriotischen Symbols, das in unzähligen Liedern besungen und auf zahlreichen Postkarten abgebildet wurde.
Gleichwohl war die Farbkombination andauernder Kritik ausgesetzt. Insbesondere unter großdeutsch und republikanisch gesinnten Gruppen galten Schwarz-Weiß-Rot als „kleindeutsche Farben“, die für einen Ausschluss des deutschsprachigen Österreichs aus dem deutschen Nationalstaat standen. Schwarz-Rot-Gold hingegen galten als „großdeutsche Farben“, welche insbesondere in deutschnationalen Kreisen Österreichs Verwendung fand. Der Patriotismus bei der Kriegsmarine wurde mit dem Propagandafilm Stolz weht die Flagge schwarz-weiß-rot (1916) gefördert.

### Weimarer Republik
Am 9. November 1918 endete das Kaiserreich. Die bisherige Reichsverfassung wurde mit der Novemberrevolution obsolet, nach der Wahl zur Deutschen Nationalversammlung wurde im Februar 1919 eine neue, demokratisch legitimierte Regierung errichtet. In der Weimarer Nationalversammlung diskutierten die Abgeordneten die neue, republikanische Weimarer Reichsverfassung und damit auch über die Frage der neuen Reichsfarben. Die Mehrheit aus Sozialdemokraten, Katholiken und Linksliberalen favorisierte die Nationalfarben Schwarz-Rot-Gold, mit denen eine Anknüpfung an die Deutsche Revolution 1848/1849 und die Frankfurter Nationalversammlung verbunden war. Darüber hinaus hatte der deutschösterreichische Außenminister schon 1918 signalisiert, dass sein Land, welches bereits den Beitritt zum Deutschen Reich beschlossen hatte, die Beibehaltung der Schwarz-Weiß-Roten Farben als unfreundlichen Akt betrachten könnte. In den Debatten über die Nationalfarben wurde dieser großdeutsche Gedanke unter anderem von Reichsinnenminister Eduard David wie auch von Hugo Preuß als Argument für Schwarz-Rot-Gold angeführt.
Allerdings gab es erhebliche Widerstände sowohl von gegenrevolutionären, militärischen und nationalistischen Kräften, welche die bisherigen Reichsfarben Schwarz-Weiß-Rot beibehalten wollten, als auch von linksrevolutionären Gruppen, die die Rote Fahne bevorzugten. Unter den Befürwortern einer Beibehaltung der Reichsfarben Schwarz-Weiß-Rot befanden sich in der Nationalversammlung auch die bürgerlichen Nationalliberalen, die einen Farbenwechsel als „Angriff gegen die nationale Würde“ ablehnten. Auch in der liberalen DDP und im katholischen Zentrum gab es Befürworter der alten Farben.
Der mit großer Leidenschaft geführte so genannte Flaggenstreit dauerte bis weit in die 1920er Jahre an und führte letztlich zu zahlreichen Kompromisslösungen. So sollte laut Beschluss vom 3. Juli 1919 der Weimarer Nationalversammlung die Nationalflagge des Deutschen Reichs fortan Schwarz-Rot-Gold sein. Wenigstens als Handelsflagge, die der internationalen Erkennbarkeit dient, sollten dagegen nach Ansicht vieler die bisherigen Farben weitergeführt werden, um Irritationen zu vermeiden. Schließlich wurde als Handelsflagge „Schwarz-Weiß-Rot mit den Reichsfarben in der oberen inneren Ecke“ (Gösch) bestimmt. Diese Lösung wurde in Artikel 3 der Weimarer Verfassung vom 11. August 1919 realisiert, die drei Tage später in Kraft trat. Ein ähnlicher Kompromiss setzte sich im November 1920 auch für die noch stärker umstrittene, da für das Militär höchst symbolträchtige Reichskriegsflagge durch. Erst 1926 erhielt auch die Dienstflagge der Reichsbehörden zur See eine Gösch in den neuen Reichsfarben.

Handelsflagge der Weimarer Republik
Reichskriegsflagge 1921–1933
Dienstflagge der Reichsbehörden zur See 1921–1926
Dienstflagge der Reichsbehörden zur See 1926–1933

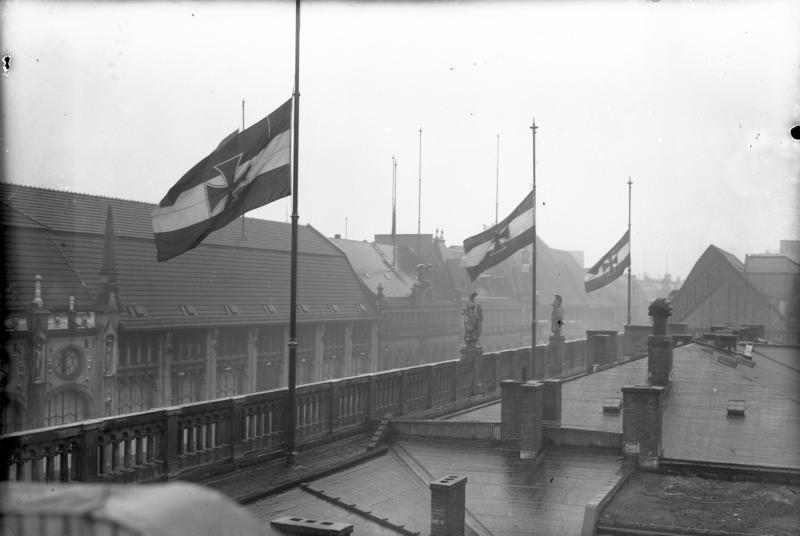
Schwarz-weiß-rote Trauerbeflaggung auf dem ehemaligen Kriegsministerium am Volkstrauertag 1931

Die Diskussion um die deutschen Reichsfarben war mit der Umsetzung der Beschlüsse der Nationalversammlung nicht vorbei. Bereits 1921 wollte Gustav Stresemann, der Führer der rechtsliberalen DVP, den Verfassungsbeschluss ändern und durch Volksabstimmung Schwarz-Weiß-Rot erneut als Reichsflagge einführen lassen. Noch kurz vor Erlass der endgültigen Verordnungen zur Einführung der neuen Flaggen musste sich das Kabinett am 9. Dezember 1921 mit einem Antrag des Deutschen Nautischen Vereins und des Verbandes Deutscher Seeschiffer-Vereine befassen. Diese verlangten die Führung der reinen schwarz-weiß-roten Handelsschiffsflagge am Heck und der schwarz-rot-goldenen Gösch am Bug.

Wahlplakat 1932

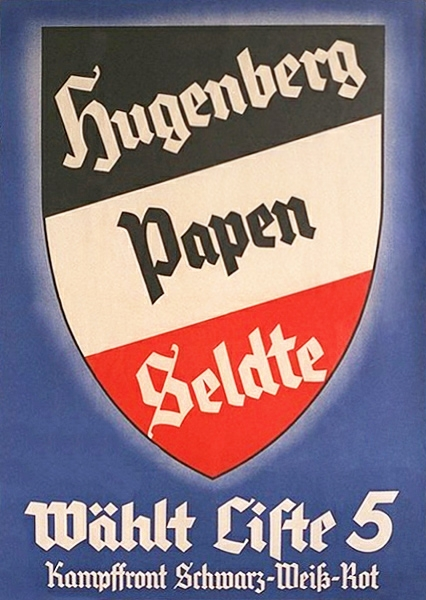
Wahlplakat der Kampffront Schwarz-Weiß-Rot von Alfred Hugenberg, Franz von Papen und Franz Seldte (1933)

Zudem benutzten viele antidemokratische und rechtsradikale Parteien und Politgruppierungen die alten Farben, um ihre gegenrevolutionäre politische Überzeugung nach außen zu signalisieren. Auf der rechten Seite des politischen Spektrums kursierte das Schlagwort: „Schwarz-Weiß-Rot bis in den Tod!“ Während des Kapp-Putsches und der anschließenden Kämpfe in verschiedenen Gegenden Deutschlands wurden schwarz-weiß-rote Abzeichen und die schwarz-weiß-rote kaiserliche Reichskriegsflagge von Freikorps benutzt, die aufseiten der Putschisten standen oder mit ihnen sympathisierten. Bei zurückgekehrten Baltikumer Freikorpsangehörigen, die 1919 und 1920 vielfach bei der Niederschlagung der Arbeiteraufstände eingesetzt wurden, trat erstmals die Kombination schwarz-weiß-roter Abzeichen mit einem aufgemalten Hakenkreuz in Erscheinung, wie es dann auch von der maßgeblich am Kapp-Putsch beteiligten Marine-Brigade Ehrhardt übernommen wurde. Bezeichnend ist auch, dass sich während des „Hitlerputsches“ im November 1923 Angehörige der Kriegsschule in München begeistert die schwarz-rot-goldenen Embleme von ihren Uniformmützen rissen. Dies geschah auf Anweisung des Freikorpsführers Roßbach, der sie durch schwarz-weiß-rote ersetzen ließ. Adolf Hitler selbst hatte schon im Sommer 1920 eine Parteiflagge für die NSDAP konzipiert, in der die Farbenkombination Schwarz-Weiß-Rot ebenfalls auftauchte: Auf rotem Grund eine weiße Scheibe, darinnen ein schwarzes Hakenkreuz.
Das Festhalten an den kaiserlichen Farben war auch in der Reichswehr mit illegalen Aktionen verbunden. Schon im Oktober 1919 musste die Nationalversammlung über einen „Boykott der neuen Reichsfarben“ durch das Offizierskorps beraten: Heimkehrende Kriegsgefangene wurden an den Bahnhöfen mit schwarz-weiß-roter Beflaggung begrüßt, was gegen anders lautende Anweisungen verstieß. Auch wurde in der Truppe oft die alte schwarz-weiß-rote Kokarde weitergetragen, obwohl der Reichswehrminister dies 1921 mit Disziplinarstrafen belegt hatte.
Eine ähnliche Motivationslage wie in der Reichswehr herrschte auch bei zahlreichen Krieger- und Veteranenverbänden ehemaliger Frontsoldaten, die emphatisch an den schwarz-weiß-roten Farben festhielten, mit denen sie der Helden des Krieges gedachten. Offiziell stellte sich der Stahlhelm zwar hinter die neue republikanische Staatsform, spätestens nach Unterzeichnung des Versailler Vertrags nahm die politische Ausrichtung des Bundes aber klar antirepublikanische Züge an. Auf dem ersten so genannten „Frontsoldatentag“ im Jahre 1920 wurde Schwarz-Weiß-Rot als Bundesfarbe angenommen, und im Jahre 1927 forderte man sogar die allgemeine Wiedereinführung der Farben Schwarz-Weiß-Rot. Die Neigung zu dieser Farbkombination kam auch in einem Lied zum Ausdruck, das innerhalb der Organisation verbreitet war:

„Wir führen die Kampfflagge Schwarz-Weiß-Rot,
um die uns die Welt einst beneidet,

Wir heben die Krone aus Weichsel und Rhein,

von den’n uns der Teufel nicht scheidet.

Wir kämpfen für Freiheit, für Volk und für Gott,

Ein Heil unsrer Kampfflagge ‚Schwarz-Weiß-Rot‘!“

Im Frühjahr 1926 führte der Flaggenstreit sogar zum Scheitern des zweiten Kabinetts unter Reichskanzler Hans Luther. Er hatte am 5. Mai 1926 angeordnet, dass die gesandtschaftlichen und konsularischen Behörden des Reiches im außereuropäischen Ausland in Zukunft die schwarz-rot-goldene Nationalflagge und die schwarz-weiß-rote Handelsflagge (mit dem schwarz-rot-goldenen Obereck) nebeneinander setzen sollten. Nach hitzigen Debatten in der Öffentlichkeit wie auch im Reichstag am 12. Mai 1926 wurde Luthers Regierung deswegen gestürzt.

### Zeit des Nationalsozialismus

National- und Handelsflagge (1933–1935)

Reichsdienstflagge (1933–1935)

Reichskriegsflagge (1933–1935)

Flagge der NSDAP (1920–1945), die auch als zusätzliche Nationalflagge verwendet wurde (1933–1935)

Zusätzliche Handelsflagge (1933–1935), Reichs-, National- und Handelsflagge (1935–1945), zugleich Gösch der Kriegsschiffe

Nach der Machtübernahme der Nationalsozialisten hatten die Befürworter der alten Farben wieder die Oberhand gewonnen. Bereits am 12. März 1933 erließ Reichspräsident Paul von Hindenburg einen „Erlaß über die vorläufige Regelung der Flaggenhissung“. Darin hieß es:

„Am heutigen Tage, an dem in ganz Deutschland die alten schwarz-weiß-roten Fahnen zu Ehren unserer Gefallenen auf Halbmast wehen, bestimme ich, daß vom morgigen Tage bis zur endgültigen Regelung der Reichsfarben die schwarz-weiß-rote Fahne und die Hakenkreuzflagge gemeinsam zu hissen sind.“

Mit welcher Geschwindigkeit der Wechsel auf die schwarz-weiß-roten Farben vonstattenging, zeigte sich auch daran, dass von Hindenburg die Behörden bereits am 7. März 1933, also schon zwei Tage nach den Reichstagswahlen, anwies, zum bevorstehenden Volkstrauertag (13. März) Schwarz-Weiß-Rot zu flaggen. Bereits Mitte des Jahres 1933 waren die neuen Reichsfarben – wie auch andere Staatssymbole – in der Bevölkerung dermaßen verbreitet, dass offizielle Maßnahmen gegen den inflationären Gebrauch ergriffen werden mussten. Die Darstellung auf Alltagsgegenständen aller Art wurde verboten und die Objekte als „nationaler Kitsch“ aus dem Verkehr gezogen.
Noch nach den Reichstagswahlen am 5. März 1933 wehrten sich rechtskonservative Parteien und Vereinigungen gegen eine alleinige Vereinnahmung der Farben Schwarz-Weiß-Rot durch die Nationalsozialisten. So erklärte der Stahlhelm in einem Rundbrief vom 14. März 1933:

„Die stolze Fahne Schwarz-Weiß-Rot ist wahrlich nicht von einer Partei gepachtet, sie gehört dem ganzen deutschen Volke als heiligstes Erbe der 2 Millionen bester Deutscher, die unter diesen Farben ihr Leben für Volk und Heimat gaben.“

In einem weiteren Rundbrief vom 18. März 1933 erklärte die Kampffront:

„Die Nachrichten aus dem Lande ergeben übereinstimmend, dass im Volke weitüberwiegend und auch in nationalsozialistischen Wählerkreisen, die alten Farben Schwarz-Weiß-Rot als Reichsfarben gewünscht werden. In diesen Tagen, höchstens Wochen, bis zur offiziellen Entscheidung über die Flaggenfrage, wird es daher zweckmäßig sein, sobald überhaupt ein Anlass zum Flaggen besteht, auch das äußere Strassenbild dem Volksempfinden für die Farben Schwarz-Weiss-Rot anzupassen.“

Nach dem Tod Hindenburgs am 2. August 1934 vereinte Hitler die Ämter von Reichspräsident und Reichskanzler in seiner Person als „Führer und Reichskanzler“. Bald schien die Position der NSDAP so gefestigt, dass weitere Maßnahmen in Richtung Vereinigung von Partei und Staat ergriffen werden konnten. Im Zuge dieser Entwicklung wurde auch die Parteiflagge mit dem Hakenkreuz zur alleinigen Nationalflagge des Deutschen Reiches erhoben. Das Reichsflaggengesetz vom 15. September 1935 besagte:

„Die Reichsfarben sind Schwarz-Weiß-Rot.“

„Reichs- und Nationalflagge ist die Hakenkreuzflagge. Sie ist zugleich Handelsflagge.“

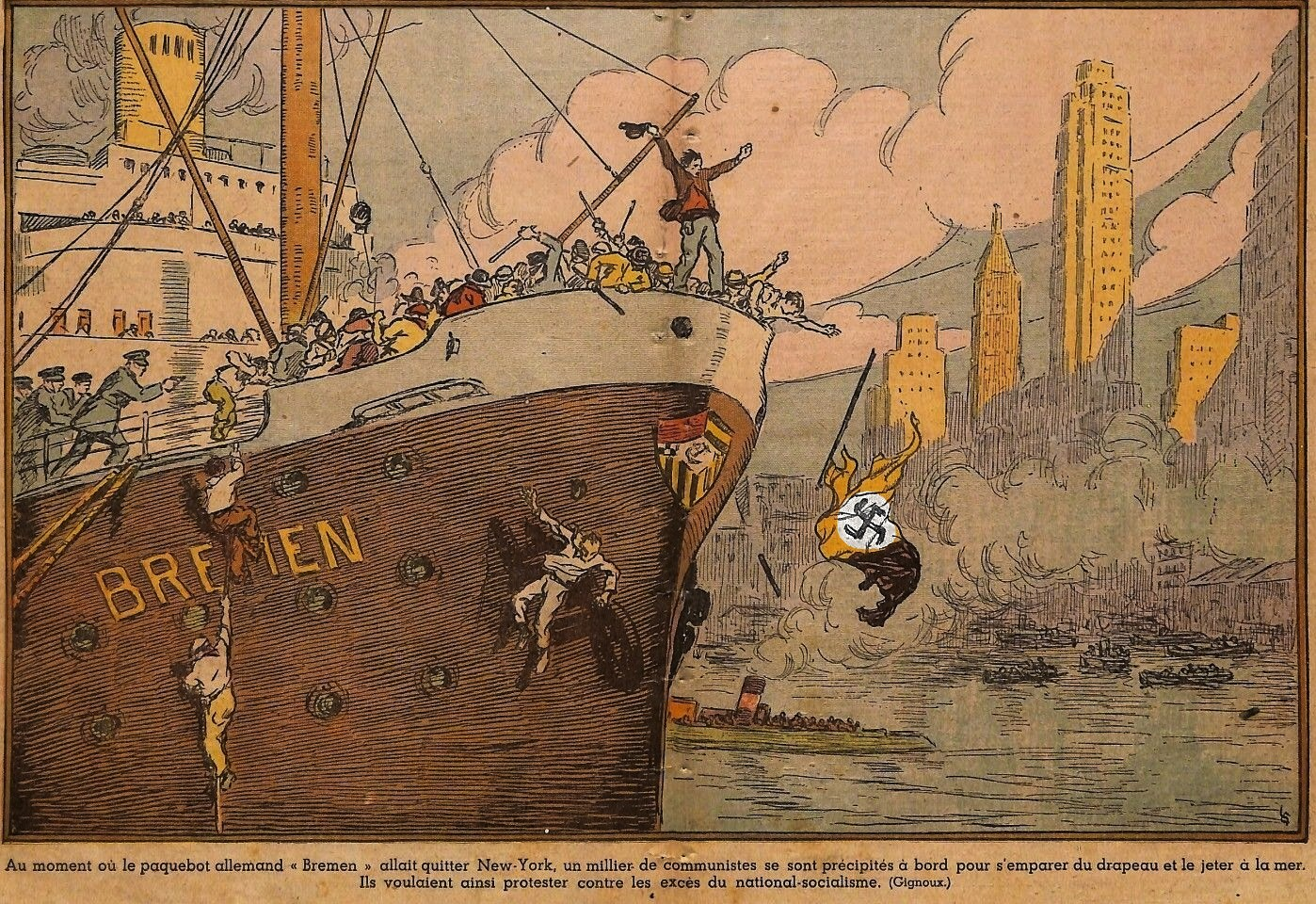
Die Illustration zeigt „Anti-Nazi-Demonstranten“, die die Hakenkreuzflagge in den Fluss werfen

Hintergrund dieses Gesetzes soll gewesen sein, dass am 26. Juli 1935 in New York eine Gruppe von Anti-Nazi-Demonstranten die Hakenkreuzflagge vom deutschen Linienschiff Bremen abgerissen hätte. Sie wurden nicht bestraft, weil die Hakenkreuzflagge im Gegensatz zur schwarz-weiß-roten Flagge international nicht als deutsche Nationalflagge anerkannt war. Ein öffentlicher Kommentar Hermann Görings in seiner Funktion als Reichstagspräsident beleuchtet die politischen Implikationen dieser Entscheidung, durch die die alten Reichsfarben zugleich den Anhängern deutsch-nationaler Parteien wirksam entzogen wurden. Die konservative Rechte, die Schwarz-Weiß-Rot für sich beanspruchte und diese Farben zur Nationalflagge machen wollte (s. oben), war damit zur Bedeutungslosigkeit degradiert:

„Die alte Flagge, sie ist in Ehren eingerollt worden. Sie gehört einem vergangenen Deutschland der Ehre an. […] Die Achtung, die wir vor der alten Flagge schwarz-weiß-rot haben, zwingt uns zu verhindern und zu verhüten, dass diese Farben und diese Flagge herabgewürdigt werden zu einem Parteiwimpel, unter dem sich als Siegeszeichen die Reaktion verborgen hält.“

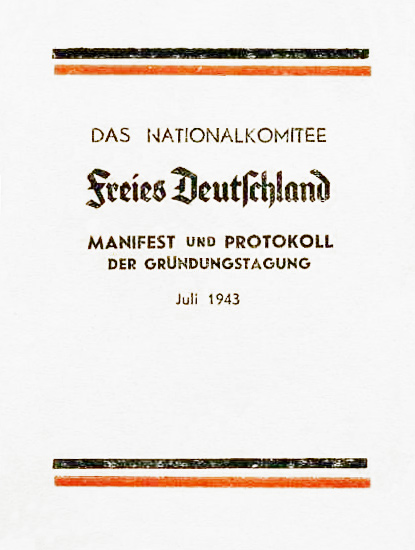
Deckblatt einer Broschüre des NKFD

Ein Nebenaspekt der Verwendung von schwarz-weiß-roten Farben ist der Gebrauch in der sowjetischen Propaganda. Offenbar um den „wilhelminischen“ Ordnungsvorstellungen von Offizieren des deutschen Widerstandes Rechnung zu tragen, wurde Schwarz-Weiß-Rot zu den Farben des 1943 gegründeten Nationalkomitees Freies Deutschland gemacht. Der Schriftzug „NKFD“ stand auf einem weißen Grund, der sich zwischen einem schwarzen und einem roten Streifen befand. Ebenso wurde Flugblattpropaganda, die oft an die nationale Verantwortung deutscher Offiziere appellierte, in der Regel mit einem Rahmen aus schwarz-weiß-roten Streifen eingefasst. Ferner wurden sogenannte „Frontbeauftragte“ des NKFD mit einer Armbinde in den Farben Schwarz-Weiß-Rot ausgestattet, wobei im weißen Mittelstreifen der Schriftzug „Freies Deutschland“ stand.
Die während der Zeit des Nationalsozialismus eingeführten deutschen Hoheitssymbole wurden nach dem Ende des Zweiten Weltkriegs durch das erste Kontrollratsgesetz der alliierten Hauptsiegermächte vom 20. November 1945 offiziell aufgehoben.

### Nach dem Zweiten Weltkrieg
Nach dem Zusammenbruch des Deutschen Reiches infolge des verlorenen Zweiten Weltkriegs spielten die Farben Schwarz-Weiß-Rot als Hoheitszeichen der deutschen Staaten keine Rolle mehr. Trotz mancher Befürchtungenen blieb ein Flaggenstreit, wie er in der Weimarer Republik geführt worden war, aus. Sowohl das allgemeine Desinteresse an den Farben Schwarz-Weiß-Rot als auch die Propagierung und Unterstützung von Schwarz-Rot-Gold durch alle staatstragenden Parteien führten zu einem stabilisierenden Einfluss bezüglich der Nationalfarben in der Flagge Deutschlands.

Logo der DDR-Sendung Der schwarze Kanal (1960–1989)

Allerdings sprach sich noch bis Anfang der 1960er Jahre ein nicht unerheblicher Anteil der Bevölkerung (1955 sogar 43 %) für Schwarz-Weiß-Rot als bevorzugte Farbkombination aus. Schwarz-Weiß-Rot war ein symbolischer Ausdruck für das Festhalten an einer Reichsidee, wie sie bei den Anhängern rechtskonservativer Kreise verbreitet war. In dem im Jahr 1946 von Hans Zehrer und Otto Schmidt-Hannover (einem engen Mitarbeiter Hugenbergs in der DNVP) verfassten „Konservativen Manifest“, das den Aufbau eines föderalistischen deutschen Gesamtstaats forderte, dessen Grundgerüst nach dem Modell der britischen parlamentarischen Monarchie ausgerichtet werden sollte, hieß es unter anderem:

„Ein neuer unabhängiger deutscher Staat wird die Symbole erneuern müssen, die Ausdruck seiner Staatshoheit und Selbstständigkeit waren. Wir vertreten im Einvernehmen mit vielen parteipolitisch anders eingestellten Deutschen die Auffassung, daß dieser Staat wieder die Flagge führen soll, unter der er im vorigen Jahrhundert begründet wurde, die Farben schwarz-weiß-rot.“

Die insgesamt aber fehlende Resonanz in der Bevölkerung für Schwarz-Weiß-Rot sowie das rigorose Einschreiten der Behörden gegen die alten Farben verhinderten eine größere Verbreitung. So ließ etwa das Bundestagspräsidium im Jahr 1950 sogar ein Türschild vor dem Fraktionszimmer der DRP-NDP entfernen, das einen schwarz-weiß-roten Schrägbalken zeigte.
Spätere Verwendungen von schwarz-weiß-roten Farben beschränkten sich daher auch im Wesentlichen auf den Gebrauch von kleineren Parteisymbolen wie etwa Anstecknadeln. Allerdings verwendeten einige traditionsreiche private Vereine noch lange nach dem Zweiten Weltkrieg Schwarz-Weiß-Rot als Vereinsfarben. 

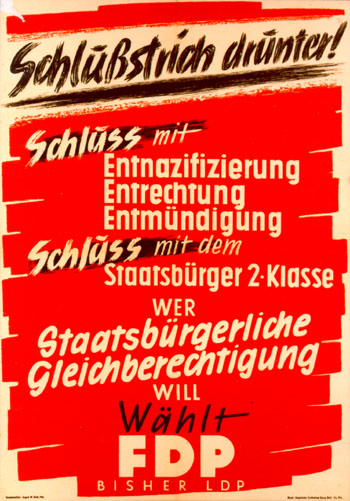
FDP-Wahlplakat von 1949 in Schwarz-Weiß-Rot

In den 1980er Jahren auftretende rechtsradikale Parteien wie die Republikaner oder die DVU orientierten bzw. orientieren sich in ihrer Symbolik dagegen häufig an den Bundesfarben Schwarz-Rot-Gold, womit Schwarz-Weiß-Rot einerseits auf den Sektor des demokratisch-konstitutionell gesinnten Monarchismus im deutschsprachigen Raum und andererseits der extremen Rechten wie etwa der NPD zurückgedrängt wurde.
Einige politische Minderheitsgruppierungen verwenden die Farben noch heute, um damit Bezug auf frühere Zeiten deutscher Geschichte zu nehmen. So werden die Farben weiter als Werbesymbol von Parteien, die vorzugsweise der nationalen Strömung zuzurechnen sind, eingesetzt, oft ausschließlich, vielfach aber auch in Kombination mit den Bundesfarben Schwarz-Rot-Gold.
Das Zeigen dieser historischen Flagge muss nicht Ausdruck rechtsextremer Gesinnung sein. „Die Führung der Reichskriegsflagge erfüllt weder einen Tatbestand des Strafgesetzbuches noch des Ordnungswidrigkeitengesetzes“, heißt es dazu vom Verfassungsschutz. Dennoch könne die Flagge nach Polizei- und Ordnungsrecht sichergestellt werden, „wenn dies in konkreten Einzelfällen die erforderliche, geeignete und verhältnismäßige Maßnahme ist, um konkrete Gefahren für die öffentliche Sicherheit und Ordnung abzuwehren“. Diese Regelung zielt auf die Aktivitäten von Neonazis. Demgegenüber hat der Verwaltungsgerichtshof Baden-Württemberg im Jahr 2005 die Beschlagnahme einer schwarz-weiß-roten Reichsflagge für rechtswidrig erklärt. Zur Begründung hat das Gericht ausgeführt, dass allein das öffentliche Zeigen der Reichsflagge weder die Straftatbestände des § 86a StGB (Verwenden von Kennzeichen verfassungswidriger Organisationen) oder des § 130 StGB (Volksverhetzung) erfüllt, noch eine Störung der öffentlichen Sicherheit und Ordnung im Sinne der landesrechtlichen polizei- und ordnungsrechtlichen Generalklauseln darstellt. Eine mit dem Gebrauch der Flagge möglicherweise beabsichtigte politische Provokation sei hinzunehmen, solange die Gefahrenschwelle nicht überschritten ist.
Nach einem Erlass des Bremer Senats vom 14. September 2020 sei unter anderem auch das Zeigen von einfachen Reichsfahnen unter bestimmten Voraussetzungen als Gefahr für die öffentliche Ordnung anzusehen und nach § 118 Gesetz über Ordnungswidrigkeiten (OWiG) zu bewerten. Eine darauf beruhende Auflage der Stadt Bremerhaven zu einer Versammlung wurde am 15. Oktober 2020 im Beschluss vom Verwaltungsgericht der Freien Hansestadt Bremen für rechtswidrig angesehen. Die hiergegen gerichtete Beschwerde der Stadt Bremerhaven wurde vom Oberverwaltungsgericht (OVG) Bremen mit Beschluss vom 23. Oktober 2020 zurückgewiesen, da keine einschüchternde Wirkung zum bloßen Zeigen der Fahne hinzukomme. Das OVG wies im Beschluss darauf hin, dass allein das beabsichtigte Zeigen der Reichs(kriegs)flaggen weder einen unmittelbaren Verstoß gegen die öffentliche Sicherheit noch gegen die öffentliche Ordnung darstelle und deshalb auch ein Versammlungsverbot nicht rechtfertigen könne.
Am 13. Juni 2021 wurde bekannt, dass sich die Innenminister der Länder und der Bundesinnenminister auf einen Mustererlass geeinigt haben. Danach soll unter anderem das Zeigen der „Reichsflagge ab 1892“ unter bestimmten Umständen als Gefahr für die öffentliche Ordnung gelten. Der Mustererlass muss noch durch die Länder umgesetzt werden.

## Andere Verwendungen
Die Farben Schwarz-Weiß-Rot finden sich auch in den Flaggen anderer Länder. Obervolta, das heutige Burkina Faso, führte von 1959 bis 1984 eine schwarz-weiß-rote Nationalflagge.
Auch die Flaggen vieler arabischer Staaten basieren auf dieser Farbkombination, jedoch in umgekehrter Reihenfolge. Sie gehören zu den Panarabischen Farben, welche unter anderem auf die in Ägypten entstandene rot-weiß-schwarze arabische Befreiungsflagge zurückgehen. Rot-weiß-schwarze Streifen bilden heute die Flagge des Jemen, aber auch die Flagge Ägyptens, Iraks und Sudans nutzen sie als Basis.

Flagge Obervoltas (historisch)
Flagge des Jemen
Flagge Ägyptens
Flagge des Irak
Flagge des Sudan

## Audios
- „Die symbolpolitische Flanke ist offen.“, Jens Hacke über die Reichsflagge, Gespräch mit Mascha Drost, Deutschlandfunk Kultur heute, 30. August 2020, 6.27 Minuten, Textversion: „Symbolpolitische Flanke ist offen“